# Rosickýit
Rosickýit ist ein selten vorkommendes Mineral aus der Mineralklasse der „Elemente“. Er kristallisiert im monoklinen Kristallsystem mit der chemischen Zusammensetzung γ-S und ist damit neben dem allgemein bekannten α-Schwefel und dem ebenfalls seltenen Klinoschwefel (β-S) die dritte Modifikationen des chemischen Elements Schwefel.
Rosickýit entwickelt nur mikroskopisch kleine, nadelige bis tafelige, leistenförmige oder dipyramidale Kristalle bis etwa einen Millimeter Länge mit diamantähnlichem Glanz auf den Oberflächen. Er findet sich aber auch in Form von Krusten oder Ausblühungen auf anderen Mineralen oder Gesteinen. Rosickýit ist meist von hellgelber Farbe mit einem Stich ins Grünliche, kann aber auch farblos sein. Stark selenhaltiger Rosickýit ist dagegen orange.

## Etymologie und Geschichte
Erstmals entdeckt wurde Rosickýit bei Havírna nahe Letovice in Tschechien und beschrieben 1931 durch Josef Sekanina (1901–1986), der das Mineral nach Vojtěch Rosický (1880–1942), dem Gründer und damaligen Leiter des Mineralogisch-Petrologischen Instituts der Masaryk-Universität, benannte.

## Klassifikation
Bereits in der veralteten 8. Auflage der Mineralsystematik nach Strunz gehörte der Rosickýit zur Abteilung der „Halbmetalle und Nichtmetalle“, wo er zusammen mit Schwefel (α-Schwefel), Klinoschwefel (ehemals β-Schwefel), Selen und Tellur die „Schwefel-Selen-Gruppe“ mit der System-Nr. I/B.03 bildete.
Im zuletzt 2018 überarbeiteten und aktualisierten Lapis-Mineralienverzeichnis nach Stefan Weiß, das sich aus Rücksicht auf private Sammler und institutionelle Sammlungen noch nach dieser klassischen Systematik von Karl Hugo Strunz richtet, erhielt das Mineral die System- und Mineral-Nr. I/B.03-20. In der „Lapis-Systematik“ entspricht dies ebenfalls der Abteilung „Halbmetalle und Nichtmetalle“, wo Rosickýit zusammen mit Schwefel, Selen und Tellur eine eigenständige, aber unbenannte Gruppe bildet.
Auch die seit 2001 gültige und von der International Mineralogical Association (IMA) bis 2009 aktualisierte 9. Auflage der Strunz’schen Mineralsystematik ordnet den Rosickýit in die Abteilung der „Halbmetalle (Metalloide) und Nichtmetalle“ ein. Diese ist allerdings weiter unterteilt nach verwandten Element-Familien, so dass das Mineral entsprechend in der Unterabteilung „Schwefel-Selen-Iod“ zu finden ist, wo es nur noch zusammen mit Klinoschwefel und Schwefel die „Schwefelgruppe“ mit der System-Nr. 1.CC.05 bildet.
Die vorwiegend im englischen Sprachraum gebräuchliche Systematik der Minerale nach Dana ordnet den Rosickýit ebenfalls in die Klasse und gleichnamige Abteilung der „Elemente“ ein. Hier ist er zusammen mit Schwefel in der „Schwefelpolymorphe“ mit der System-Nr. 01.03.05 innerhalb der Unterabteilung „Elemente: Halbmetalle und Nichtmetalle“ zu finden.

## Kristallstruktur
Rosickýit kristallisiert monoklin in der Raumgruppe P2/c (Raumgruppen-Nr. 13) mit den Gitterparametern a = 8,44 Å; b = 13,02 Å; c = 9,36 Å und β = 125,0° sowie 32 Formeleinheiten pro Elementarzelle.

## Eigenschaften
Rosickýit ist instabil und wandelt sich bei Raumtemperatur langsam in α-Schwefel um.

## Bildung und Fundorte
An seiner Typlokalität Havírna in Tschechien fand sich Rosickýit in hohlen Limonit-Knollen, die von einer dünnen Lehmschicht überdeckt waren. Das Mineral bildet sich aber auch direkt aus vulkanischen Gasen, die an Fumarolen austreten wie beispielsweise am Fossa-Krater auf der italienischen Insel Vulcano. Daneben kann Rosickýit als Umwandlungsprodukt aus pyritreichem Asphalt entstehen wie unter anderem im ehemaligen Schweizer Asphaltwerk La Presta im Val de Travers oder als Umwandlungsprodukt von Gips gebildet und durch mikrobielle Aktivität stabilisiert werden wie unter anderem im Death Valley.
Als seltene Mineralbildung konnte Rosickýit nur an wenigen Fundorten nachgewiesen werden, wobei bisher rund 20 Fundorte als bekannt gelten (Stand 2014). Neben seiner Typlokalität Havírna trat das Mineral in Tschechien noch bei Vísky nahe Letovice und in der Gemeinde Kelčany in der Region Mähren auf.
In Deutschland fand man Rosickýit unter anderem im Grubenrevier Sankt Andreasberg und in der Grube Glücksrad bei Oberschulenberg im niedersächsischen Harzgebirge, in der Grube Marie bei Wilnsdorf in Nordrhein-Westfalen, in den Gruben „Virneberg“ bei Rheinbreitbach und „Reichensteinerberg“ bei Puderbach in Rheinland-Pfalz und im Tagebau Lichtenberg (ehemals Lichtenberg (Kauern)) in Thüringen.
Weitere bisher bekannte Fundorte sind unter anderem die „Sulphur Bank Mine“ bei Clear Lake Oaks im Lake County, am Rincon Point bei Carpinteria im Santa Barbara County und in einem nicht näher benannten Offshore-Bohrkern vor der Küste des Ventura Countys im US-Bundesstaat Kalifornien; die Schwefelgrube „El Desierto“ bei San Pablo de Napa in der bolivianischen Provinz Daniel Campos (Potosí); der Vulkankomplex Krafla auf Island; die Erzgruben „Adami No. 02“ und „Plaka Mine No. 80“ bei Plaka in der griechischen Gemeinde Lavrio (Attika), das Kohlerevier von Tscheljabinsk in der russischen Region Ural und der Lake Rotokawa im Taupō District auf Neuseeland.